# Гайново (Удомельский район)
Гайново — деревня в Удомельском городском округе Тверской области.

## География
Деревня находится в северной части Тверской области на расстоянии приблизительно 5 км на запад-северо-запад по прямой от железнодорожного вокзала города Удомля на западном берегу озера Съюча.

## История
Деревня была известна с 1478 года. В 1859 году была владением помещицы А. П. Колзаковой. Здесь было учтено дворов (хозяйств): 9 (1859 год), 19 (1886), 20 (1911), 19 (1958), 8 (1986), 5 (2000). В советский период истории здесь действовали колхозы «Гайново», «Великий Октябрь» и совхоз «Прожектор». До 2015 года входила в состав Порожкинского сельского поселения до упразднения последнего. С 2015 года в составе Удомельского городского округа.

## Население
Численность населения: 79 человек (1859 год), 127 (1886), 135 (1911), 57(1958), 11 (1986), 12 (русские 100 %) в 2002 году, 13 в 2010.